# Cálculo fraccional
En matemáticas, el cálculo fraccional es una rama del análisis matemático que estudia la posibilidad de tomar potencias reales o complejas del operador diferencial D
{\displaystyle Df(x)={\frac {d}{dx}}f(x)\,,}
y el operador integral J
{\displaystyle Jf(x)=\int _{0}^{x}f(t)\,dt\,,}
En este contexto potencias se refieren a la aplicación iterativa, en el mismo sentido que f2(x) = f(f(x)).

Por ejemplo, uno podría presentar la pregunta de interpretar con algún sentido
{\displaystyle {\sqrt {D}}=D^{1/2}={\frac {d^{1/2}}{dx^{1/2}}},}
como una raíz cuadrada del operador diferencial (un operador medio iterado), es decir, una expresión para algún operador que al ser aplicada dos veces a una función tendrá el mismo efecto que la diferenciación. Más generalmente, uno puede mirar la cuestión de definir
{\displaystyle D^{s}\,}
para valores reales de s de manera tal que cuando s toma como valor un número natural n, la potencia usual de la n-diferenciación se recupera para n > 0, y la −n potencia de J cuando n < 0.
Hay varias razones para considerar esta pregunta. Una de ellas es que de esta forma el semigrupo de potencias Dn en la variable discreta n son vistas dentro de un semigrupo continuo (eso se espera) de parámetro s, el cual es un número real. Los semigrupos continuos prevalecen en matemáticas, y tienen una teoría interesante. Nótese aquí que fracción es entonces una mala denominación para el exponente, ya que no necesita ser un número racional, pero el término cálculo fraccional se ha vuelto tradicional.

## Derivada fraccional
Respecto de la existencia de tal teoría, los fundamentos de esta materia fueron sentados por Liouville en una obra de 1832. La derivada fraccional de una función al orden a es ahora frecuentemente definida por medio de las transformadas integrales de Fourier o la Mellin. Un punto importante es que la derivada fraccional en un punto x es una propiedad local solamente cuando a es un natural; en casos no integrales no podemos decir que la derivada fraccional en x de una función f depende solamente del gráfico de f muy cerca de x, de la forma en que las derivadas que son potencias de integrales ciertamente lo hacen. Entonces, se espera que la teoría incluya algún tipo de condiciones de frontera, incluyendo información sobre la función más lejos. Para usar una metáfora, la derivada fraccional requiere algo de visión periférica.
Un detalle importante a recalcar respecto a las derivadas fraccionales es que el operador diferencial que se utiliza, encierra tanto a la derivación como la integración, de modo que algunos desarrollos en serie de Taylor, como por ejemplo, el de la función exponencial, al aplicarles el operador diferencial fraccional, conduce a resultados erróneos. Esto se debe a que al igual que la integración habitual, la derivación fraccional admite límites de derivación.

## Heurística
Una pregunta bastante natural sería, ¿existe un operador {\displaystyle H}, o media derivada, tal que
{\displaystyle H^{2}f(x)=Df(x)={\frac {d}{dx}}f(x)=f'(x)}?
Resulta que sí existe tal operador, y ciertamente para cualquier {\displaystyle a>0}, existe un operador {\displaystyle P} tal que
{\displaystyle (P^{a}f)(x)=f'(x)\,}
o para expresarlo de otra manera, {\displaystyle {\frac {d^{n}y}{dx^{n}}}} está bien definida para todos los valores reales de n > 0. Un resultado similar se aplica a la integración.
Para profundizar en cierto detalle, comiéncese con la Función gamma {\displaystyle \Gamma \,}, la cual se define tal que
{\displaystyle n!=\Gamma (n+1)\,}.
Asumiendo una función {\displaystyle f(x)} que está bien definida cuando {\displaystyle x>0}, podemos formar la integral definida desde 0 hasta x. Llamémos a esto 
{\displaystyle (Jf)(x)=\int _{0}^{x}f(t)\;dt}.
Repitiendo este proceso se tiene
{\displaystyle (J^{2}f)(x)=\int _{0}^{x}(Jf)(t)dt=\int _{0}^{x}\left(\int _{0}^{t}f(s)\;ds\right)dt},
y esto puede ser extendido arbitrariamente.
La fórmula de Cauchy para integración repetida, es decir
{\displaystyle (J^{n}f)(x)={1 \over (n-1)!}\int _{0}^{x}(x-t)^{n-1}f(t)dt,}
conduce a una manera sencilla para la generalización a todo n.
Usando simplemente la función Gamma para eliminar la naturaleza discreta de la función factorial se obtiene un candidato natural para aplicaciones fraccionales del operador integral.
{\displaystyle (J^{\alpha }f)(x)={1 \over \Gamma (\alpha )}\int _{0}^{x}(x-t)^{\alpha -1}f(t)\ dt}
Este es de hecho un operador bien definido.
Puede ser demostrado que el operador J es conmutativo y aditivo. Esto es,
{\displaystyle (J^{\alpha })(J^{\beta })f=(J^{\beta })(J^{\alpha })f=(J^{\alpha +\beta })f={1 \over \Gamma (\alpha +\beta )}\int _{0}^{x}(x-t)^{\alpha +\beta -1}f(t)\;dt}
Esta propiedad se denomina la propiedad de semigrupo de los operadores diferintegrales fraccionales. Lamentablemente el proceso comparable para el operador derivada D es considerablemente más complejo, pero puede ser demostrado que D no es ni conmutativo, ni aditivo en general.

## Media derivada de una función simple
Asumamos que {\displaystyle f(x)} es un monomio de la forma
{\displaystyle f(x)=x^{k}\;.}
La primera derivada, como es usual, es
{\displaystyle f'(x)={d \over dx}f(x)=kx^{k-1}\;.}
Repitiendo esto se obtiene el resultado general
{\displaystyle {d^{a} \over dx^{a}}x^{k}={k! \over (k-a)!}x^{k-a}\;,}
El cual, luego de reemplazar los factoriales con la función Gamma, nos lleva a 
{\displaystyle {d^{a} \over dx^{a}}x^{k}={\Gamma (k+1) \over \Gamma (k-a+1)}x^{k-a}\;.}
Entonces, por ejemplo, la media derivada de {\displaystyle x} es
{\displaystyle {d^{1 \over 2} \over dx^{1 \over 2}}x={\Gamma (1+1) \over \Gamma (1-{1 \over 2}+1)}x^{1-{1 \over 2}}={\Gamma (2) \over \Gamma ({3 \over 2})}x^{1 \over 2}={2\pi ^{-{1 \over 2}}}x^{1 \over 2}\;.}
Repitiendo este proceso obtenemos
{\displaystyle {d^{1 \over 2} \over dx^{1 \over 2}}{2\pi ^{-{1 \over 2}}}x^{1 \over 2}={2\pi ^{-{1 \over 2}}}{\Gamma (1+{1 \over 2}) \over \Gamma ({1 \over 2}-{1 \over 2}+1)}x^{{1 \over 2}-{1 \over 2}}={2\pi ^{-{1 \over 2}}}{\Gamma ({3 \over 2}) \over \Gamma (1)}x^{0}={1 \over \Gamma (1)}=1,}
el cual es realmente el resultado esperado de
{\displaystyle \left({\frac {d^{1/2}}{dx^{1/2}}}{\frac {d^{1/2}}{dx^{1/2}}}\right)x={d \over dx}x=1\,}

## Transformada de Laplace
También se puede llegar a la cuestión mediante la transformada de Laplace. Notando que
{\displaystyle {\mathcal {L}}\left(t\mapsto \int _{0}^{t}f(\tau )\,d\tau \right)={\mathcal {L}}Jf=s\mapsto {\frac {1}{s}}({\mathcal {L}}f)(s)}, y
{\displaystyle {\mathcal {L}}J^{2}f=s\mapsto {\frac {1}{s}}({\mathcal {L}}Jf)(s)=s\mapsto {\frac {1}{s^{2}}}({\mathcal {L}}f)(s)}
etc., enunciamos que
{\displaystyle J^{\alpha }f={\mathcal {L}}^{-1}\left(s\mapsto s^{-\alpha }({\mathcal {L}}f)(s)\right)}.
Por ejemplo
{\displaystyle J^{\alpha }\left(t\mapsto t^{k}\right)}{\displaystyle ={\mathcal {L}}^{-1}\left(s\mapsto {\Gamma (k+1) \over s^{\alpha +k+1}}\right)}{\displaystyle =t\mapsto {\Gamma (k+1) \over \Gamma (\alpha +k+1)}t^{\alpha +k}}
como era de esperarse. De hecho, dada la regla de convolución
{\displaystyle {\mathcal {L}}(f*g)=({\mathcal {L}}f)({\mathcal {L}}g)} (y abreviando {\displaystyle p(x)=x^{\alpha -1}} por claridad) encontramos que
{\displaystyle J^{\alpha }f={\frac {1}{\Gamma (\alpha )}}{\mathcal {L}}^{-1}\left(\left({\mathcal {L}}p\right)({\mathcal {L}}f)\right)}{\displaystyle ={\frac {1}{\Gamma (\alpha )}}(p*f)}{\displaystyle =x\mapsto {\frac {1}{\Gamma (\alpha )}}\int _{0}^{x}p(x-t)f(t)\,dt}{\displaystyle =x\mapsto {\frac {1}{\Gamma (\alpha )}}\int _{0}^{x}(x-t)^{\alpha -1}f(t)\,dt}
que es lo que Cauchy nos ha dado anteriormente.
Las transformadas de Laplace "funcionan" en relativamente pocas funciones, pero son frecuentemente útiles al resolver ecuaciones diferenciales fraccionales.

## Derivada v-fraccional de Canavati
Esta es la única derivada fraccional que no usa heurísticas, sino que sale de un cálculo simple de las propiedades de la integral de Riemann-Liouville. Es precisamente la inversa del operador integral de Riemann-Liouville. Definimos la derivada {\displaystyle v\,}-fraccional de Canavati por:
{\displaystyle D^{v}=DJ^{\alpha }D^{n}\,}
Donde {\displaystyle v>0\,}, {\displaystyle n\,} es la parte entera de {\displaystyle v\,} y {\displaystyle \alpha =v-n\,}.

## Diferintegral de Riemann-Liouville
La forma clásica del cálculo fraccional nos es dada por la diferintegral de Riemann-Liouville, esencialmente lo que ha sido descrito arriba. La teoría para funciones periódicas, incluyendo por tanto la 'condición de frontera' de repetirse tras un período, es la diferintegral de Weyl. Se define sobre series de Fourier y requiere el coeficiente constante de Fourier para desaparecer (entonces, se aplica a funciones en el círculo unidad integrando a 0).
Por contraste con la diferintegral de Grunwald-Letnikov comienza con la derivada.

## Cálculo funcional
En el contexto del análisis funcional, las funciones f(D) más generales que potencias se estudian en el cálculo funcional de la teoría espectral. La teoría de operadores pseudo-diferenciales también le permite a uno considerar potencias de D. Los operadores resultantes son ejemplos de operadores singulares integrales; y la generalización de la teoría clásica a mayores dimensiones es llamada la teoría de los potenciales de Riesz. Entonces hay una cantidad de teorías contemporáneas disponibles, dentro de las cuales el cálculo fraccional puede discutirse. Vea también el operador de Erdelyi-Kober, importante en la teoría de las funciones especiales.
Para posibles interpretaciones geométricas y físicas de la integración y diferenciación de orden fraccional, vea:
- Podlubny, I., "Geometric and physical interpretation of fractional integration and fractional differentiation" Fractional Calculus and Applied Analysis, vol. 5, no. 4, 2002, 367–386. (disponible como artículo original Archivado el 7 de abril de 2006 en Wayback Machine., o preimpresión en Arxiv.org)
- García, J. "A conjecture about the Riemann Xi function and functional determinant" (disponible como ) one estudia la aproximación semiclásica aplicada al problema de la Hipótesis de Riemann.

## ConjuntoOx,αn(h){\displaystyle O_{x,\alpha }^{n}(h)}de operadores fraccionales
El cálculo fraccional de conjuntos (Fractional Calculus of Sets (FCS)), mencionado por primera vez en el artículo titulado "Sets of Fractional Operators and Numerical Estimation of the Order of Convergence of a Family of Fractional Fixed-Point Methods", es una metodología derivada del cálculo fraccional. El concepto principal detrás del FCS es la caracterización de los elementos del cálculo fraccional utilizando conjuntos debido a la gran cantidad de operadores fraccionales disponibles. Esta metodología se originó a partir del desarrollo del método de Newton-Raphson fraccional  y trabajos relacionados posteriores.

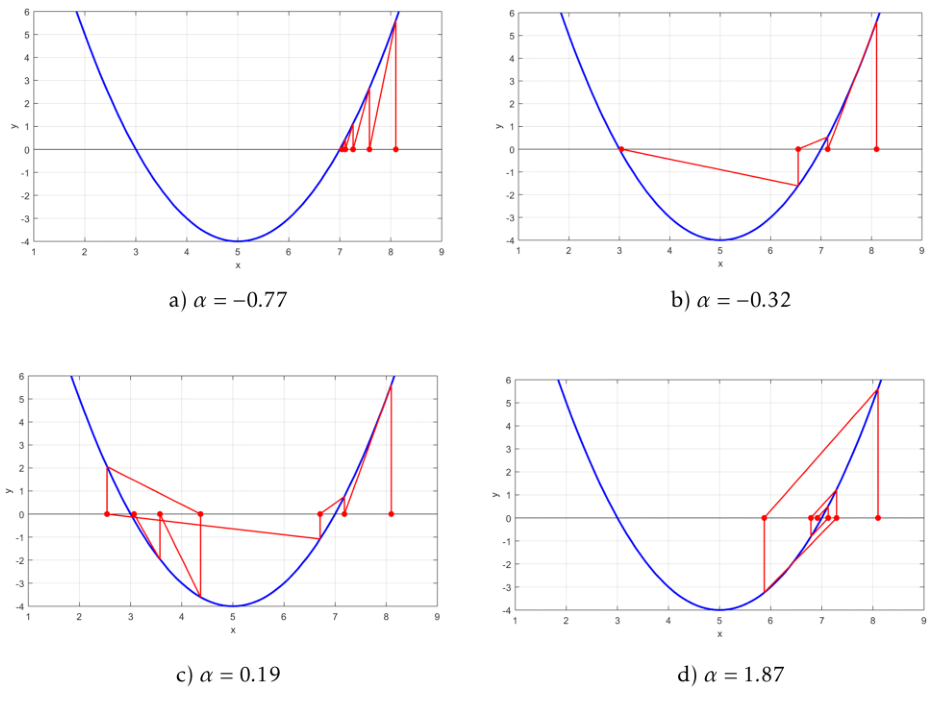
Ilustración de algunas líneas generadas por el método de Newton–Raphson fraccional para la misma condición inicial pero con diferentes órdenes del operador fraccional implementado. Fuente: [https://www.sciencedirect.com/science/article/abs/pii/S0096300322003058?via%3Dihub Applied Mathematics and Computation

El cálculo fraccional, una rama de las matemáticas que trata con derivadas de orden no entero, surgió casi simultáneamente con el cálculo tradicional. Esta emergencia fue en parte debido a la notación de Leibniz para derivadas de orden entero: {\displaystyle {\frac {d^{n}}{dx^{n}}}}. Gracias a esta notación, L'Hopital pudo preguntar en una carta a Leibniz sobre la interpretación de tomar {\displaystyle n={\frac {1}{2}}} en una derivada. En ese momento, Leibniz no pudo proporcionar una interpretación física o geométrica para esta pregunta, por lo que simplemente respondió a L'Hopital en una carta que «... es una aparente paradoja de la cual, algún día, se derivarán consecuencias útiles».
El nombre «cálculo fraccional» se origina a partir de una pregunta histórica, ya que esta rama del análisis matemático estudia derivadas e integrales de un cierto orden {\displaystyle \alpha \in \mathbb {R} }. Actualmente, el cálculo fraccional carece de una definición unificada de lo que constituye una derivada fraccional. En consecuencia, cuando no es necesario especificar explícitamente la forma de una derivada fraccional, típicamente se denota de la siguiente manera:
Los operadores fraccionales tienen varias representaciones, pero una de sus propiedades fundamentales es que recuperan los resultados del cálculo tradicional a medida que {\displaystyle \alpha \to n}. Considerando una función escalar {\displaystyle h:\mathbb {R} ^{m}\to \mathbb {R} } y la base canónica de {\displaystyle \mathbb {R} ^{m}} denotada por {\displaystyle \{{\hat {e}}_{k}\}_{k\geq 1}}, el siguiente operador fraccional de orden {\displaystyle \alpha } se define utilizando notación de Einstein:
Denotando {\displaystyle \partial _{k}^{n}} como la derivada parcial de orden {\displaystyle n} con respecto al componente {\displaystyle k}-ésimo del vector {\displaystyle x}, se define el siguiente conjunto de operadores fraccionales:
{\displaystyle O_{x,\alpha }^{n}(h):=\left\{o_{x}^{\alpha }:\exists o_{k}^{\alpha }h(x){\text{ y }}\lim _{\alpha \to n}o_{k}^{\alpha }h(x)=\partial _{k}^{n}h(x)\ \forall k\geq 1\right\},}
cuyo complemento es:
{\displaystyle O_{x,\alpha }^{n,c}(h):=\left\{o_{x}^{\alpha }:\exists o_{k}^{\alpha }h(x)\ \forall k\geq 1{\text{ y }}\lim _{\alpha \to n}o_{k}^{\alpha }h(x)\neq \partial _{k}^{n}h(x){\text{ para al menos un }}k\geq 1\right\}.}
Como consecuencia, se define el siguiente conjunto:

### Extensión a funciones vectoriales
Para una función {\displaystyle h:\Omega \subset \mathbb {R} ^{m}\to \mathbb {R} ^{m}}, el conjunto se define como:
donde {\displaystyle [h]_{k}:\Omega \subset \mathbb {R} ^{m}\to \mathbb {R} } denota el {\displaystyle k}-ésimo componente de la función {\displaystyle h}.

## ConjuntomSx,αn,γ(h){\displaystyle {}_{m}S_{x,\alpha }^{n,\gamma }(h)}de operadores fraccionales
Sea {\displaystyle \mathbb {N} _{0}} el conjunto {\displaystyle \mathbb {N} \cup \{0\}}. Si {\displaystyle \gamma \in \mathbb {N} _{0}^{m}} y {\displaystyle x\in \mathbb {R} ^{m}}, entonces es posible definir la siguiente notación multi-índice:
{\displaystyle \left\{{\begin{array}{c}{\begin{array}{ccc}\displaystyle \gamma !:=\prod _{k=1}^{m}[\gamma ]_{k}!,&|\gamma |:=\displaystyle \sum _{k=1}^{m}[\gamma ]_{k},&\displaystyle x^{\gamma }:=\prod _{k=1}^{m}[x]_{k}^{[\gamma ]_{k}}\end{array}}\\\displaystyle {\frac {\partial ^{\gamma }}{\partial x^{\gamma }}}:={\frac {\partial ^{[\gamma ]_{1}}}{\partial [x]_{1}}}{\frac {\partial ^{[\gamma ]_{2}}}{\partial [x]_{2}}}\cdots {\frac {\partial ^{[\gamma ]_{m}}}{\partial [x]_{m}}}\end{array}}\right..}
Entonces, considerando una función {\displaystyle h:\Omega \subset \mathbb {R} ^{m}\to \mathbb {R} } y el operador fraccional:
{\displaystyle s_{x}^{\alpha \gamma }\left(o_{x}^{\alpha }\right):=o_{1}^{\alpha [\gamma ]_{1}}o_{2}^{\alpha [\gamma ]_{2}}\cdots o_{m}^{\alpha [\gamma ]_{m}},}
se define el siguiente conjunto de operadores fraccionales:
{\displaystyle S_{x,\alpha }^{n,\gamma }(h):=\left\{s_{x}^{\alpha \gamma }=s_{x}^{\alpha \gamma }\left(o_{x}^{\alpha }\right)\ :\ \exists s_{x}^{\alpha \gamma }h(x)\ {\text{ con }}\ o_{x}^{\alpha }\in O_{x,\alpha }^{s}(h)\ \forall s\leq n^{2}\ {\text{ y }}\ \lim _{\alpha \to k}s_{x}^{\alpha \gamma }h(x)={\frac {\partial ^{k\gamma }}{\partial x^{k\gamma }}}h(x)\ \forall \alpha ,|\gamma |\leq n\right\}.}
De donde se obtienen los siguientes resultados:
{\displaystyle {\text{Si }}s_{x}^{\alpha \gamma }\in S_{x,\alpha }^{n,\gamma }(h)\ \Rightarrow \ \left\{{\begin{array}{l}\displaystyle \lim _{\alpha \to 0}s_{x}^{\alpha \gamma }h(x)=o_{1}^{0}o_{2}^{0}\cdots o_{m}^{0}h(x)=h(x)\\\displaystyle \lim _{\alpha \to 1}s_{x}^{\alpha \gamma }h(x)=o_{1}^{[\gamma ]_{1}}o_{2}^{[\gamma ]_{2}}\cdots o_{m}^{[\gamma ]_{m}}h(x)={\frac {\partial ^{\gamma }}{\partial x^{\gamma }}}h(x)\ \forall |\gamma |\leq n\\\displaystyle \lim _{\alpha \to q}s_{x}^{\alpha \gamma }h(x)=o_{1}^{q[\gamma ]_{1}}o_{2}^{q[\gamma ]_{2}}\cdots o_{m}^{q[\gamma ]_{m}}h(x)={\frac {\partial ^{q\gamma }}{\partial x^{q\gamma }}}h(x)\ \forall q|\gamma |\leq qn\\\displaystyle \lim _{\alpha \to n}s_{x}^{\alpha \gamma }h(x)=o_{1}^{n[\gamma ]_{1}}o_{2}^{n[\gamma ]_{2}}\cdots o_{m}^{n[\gamma ]_{m}}h(x)={\frac {\partial ^{n\gamma }}{\partial x^{n\gamma }}}h(x)\ \forall n|\gamma |\leq n^{2}\end{array}}\right..}
Como consecuencia, considerando una función {\displaystyle h:\Omega \subset \mathbb {R} ^{m}\to \mathbb {R} ^{m}}, se define el siguiente conjunto de operadores fraccionales:
{\displaystyle {}_{m}S_{x,\alpha }^{n,\gamma }(h):=\left\{s_{x}^{\alpha \gamma }\ :\ s_{x}^{\alpha \gamma }\in S_{x,\alpha }^{n,\gamma }\left([h]_{k}\right)\ \forall k\leq m\right\}.}

## ConjuntomTx,α∞,γ(a,h){\displaystyle {}_{m}T_{x,\alpha }^{\infty ,\gamma }(a,h)}de operadores fraccionales
Considerando una función {\displaystyle h:\Omega \subset \mathbb {R} ^{m}\to \mathbb {R} ^{m}} y el siguiente conjunto de operadores fraccionales:
{\displaystyle {}_{m}S_{x,\alpha }^{\infty ,\gamma }(h):=\lim _{n\to \infty }{}_{m}S_{x,\alpha }^{n,\gamma }(h).}
Entonces, tomando una bola {\displaystyle B(a;\delta )\subset \Omega }, es posible definir el siguiente conjunto de operadores fraccionales:
{\displaystyle {}_{m}T_{x,\alpha }^{\infty ,\gamma }(a,h):=\left\{t_{x}^{\alpha ,\infty }=t_{x}^{\alpha ,\infty }\left(s_{x}^{\alpha \gamma }\right)\ :\ s_{x}^{\alpha \gamma }\in {}_{m}S_{x,\alpha }^{\infty ,\gamma }(h)\ {\text{ y }}\ t_{x}^{\alpha ,\infty }h(x):=\sum _{|\gamma |=0}^{\infty }{\frac {1}{\gamma !}}{\hat {e}}_{j}s_{x}^{\alpha \gamma }[h]_{j}(a)(x-a)^{\gamma }\right\},}
el cual permite generalizar la expansión en serie de Taylor de una función vectorial en notación multi-índice. Como consecuencia, es posible obtener el siguiente resultado:
{\displaystyle {\text{Si }}t_{x}^{\alpha ,\infty }\in {}_{m}T_{x,\alpha }^{\infty ,\gamma }(a,h)\Rightarrow \left\{{\begin{array}{rl}t_{x}^{\alpha ,\infty }h(x)=&\displaystyle {\hat {e}}_{j}[h]_{j}(a)+\sum _{|\gamma |=1}{\frac {1}{\gamma !}}{\hat {e}}_{j}s_{x}^{\alpha \gamma }[h]_{j}(a)(x-a)^{\gamma }+\sum _{|\gamma |=2}^{\infty }{\frac {1}{\gamma !}}{\hat {e}}_{j}s_{x}^{\alpha \gamma }[h]_{j}(a)(x-a)^{\gamma }\\=&\displaystyle h(a)+\sum _{k=1}^{n}{\hat {e}}_{j}o_{k}^{\alpha }[h]_{j}(a)\left[(x-a)\right]_{k}+\sum _{|\gamma |=2}^{\infty }{\frac {1}{\gamma !}}{\hat {e}}_{j}s_{x}^{\alpha \gamma }[h]_{j}(a)(x-a)^{\gamma }\end{array}}\right..}